# Фобелло
Фобелло (італ. Fobello, п'єм. Fobel) — муніципалітет в Італії, у регіоні П'ємонт, провінція Верчеллі.
Фобелло розташоване на відстані близько 570 км на північний захід від Рима, 100 км на північ від Турина, 70 км на північ від Верчеллі.
Населення — 201 особа (2014).
Щорічний фестиваль відбувається 25 липня. Покровитель — San Giacomo.

## Демографія
Населення за роками:

Станом на 1 січня 2023 року в муніципалітеті офіційно проживало 7 іноземців з 3 країн, серед них 6 громадян країн Євросоюзу.

## Сусідні муніципалітети
- Банніо-Анцино
- Каркофоро
- Черватто
- Кравальяна
- Римаско
- Римелла
- Росса